# Prosocoelidae
De Prosocoelidae zijn een familie van uitgestorven tweekleppigen uit de orde Megalodontida.